# 西兰巴里
西兰巴里是巴西马托格罗索州的一个市镇。总面积1337.245平方公里，总人口4904人，人口密度3.7人/平方公里。